# Skelleftebanan
Skelleftebanan ansluter Skellefteå och Skelleftehamn till Stambanan genom övre Norrland vid Bastuträsk.
Banans längd Bastuträsk-Skelleftehamn är 64 km. Bibanan Boliden-Slind var 24 km och sträckan Skelleftehamn-Rönnskär är 2 km lång. Dessa byggdes av Boliden AB när gruvan och smältverket öppnades. Banan elektrifierades 1997 och trafikeras sedan 1990 endast av godståg. 

## Historik
Sträckan Bastuträsk−Klutmark öppnades 1910. 1912 var banan klar till Skellefteå och 1914 öppnades sträckan till Skelleftehamn.
Mellan Skellefteå stad och Skelleftehamn fanns ett 20-tal hållplatser. Persontrafiken på den sträckan hade därför mycket karaktär av lokaltrafik.
Persontrafiken på Skelleftebanan lades ned i etapper. 1958 upphörde arbetaretågen till Rönnskär. Den lokala persontrafiken Skellefteå−Skelleftehamns övre försvann 1964. 1987 drogs sovvagnen från Stockholm till Skellefteå in och 1990 upphörde all persontrafik på Skelleftebanan helt. Därefter används banan enbart för godstrafik.

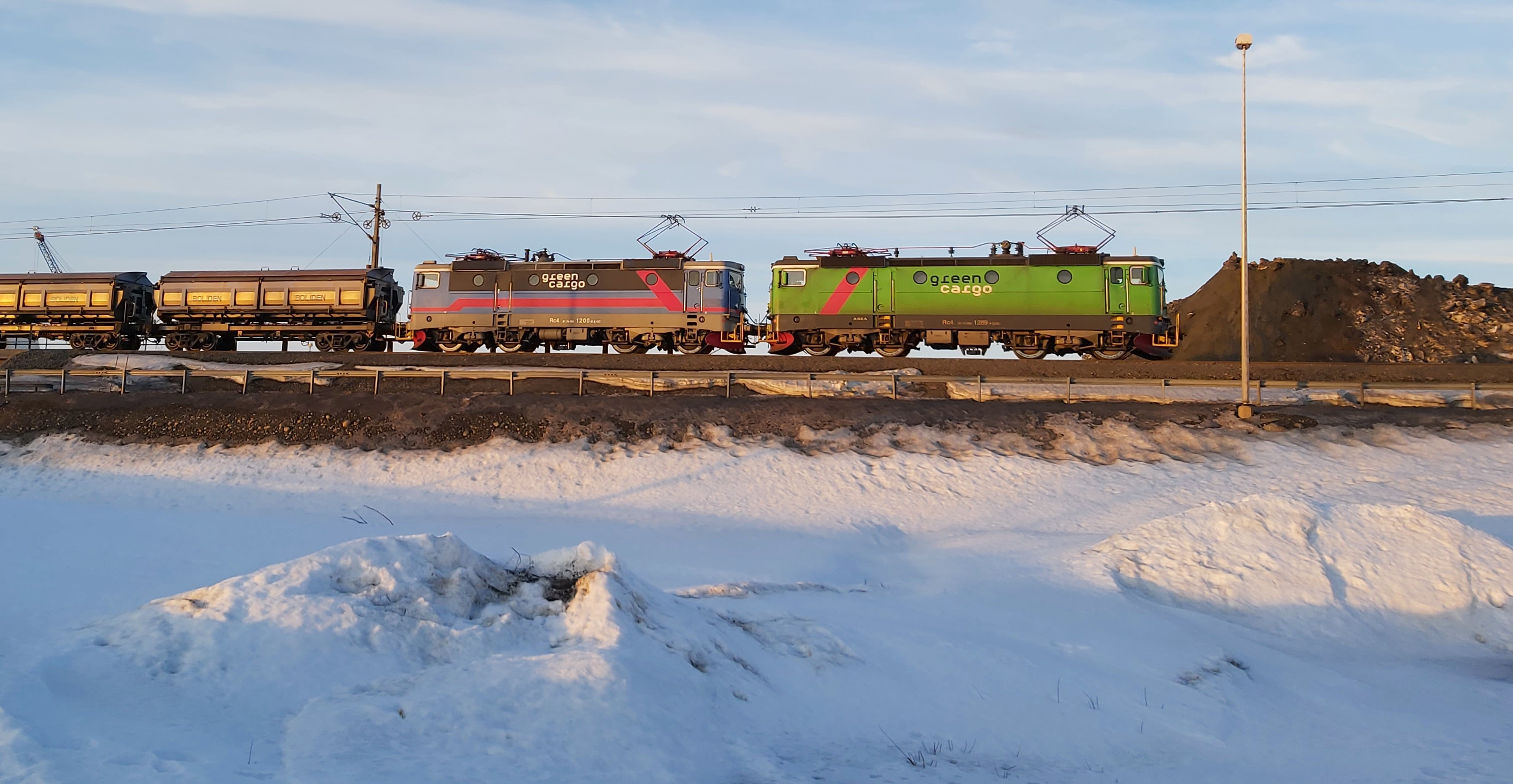
Tåg till Rönnskärsverken.

Skellefteå station lämnades obevakad 1996 (linjestationerna hade redan tidigare upphört) och malmtrafiken Boliden−Rönnskär upphörde 1991, i samband med detta togs spåret bort mellan Boliden och Slind. Samtidigt har banan uppstått i ny skepnad, elektrifierad 1997 samt moderniserad med ny räls och ny godsterminal. Linjen Skelleftehamns nedre−Rönnskär övertogs av dåvarande Banverket (numera Trafikverket) 1996.

## Framtid
En utredning gjordes 2009 om att starta pendeltågstrafik på sträckorna Bastuträsk (vissa turer)–Skellefteå–Skelleftehamn och Vännäs–Holmsund. Sådan pendeltågstrafik skulle ta drygt 40 minuter med uppehåll i Krångfors, Medle, Skellefteå, Bergsbyn/Gunsen/Bergsängen och Skelleftehamn.[källa behövs] Om en tåglinje till Umeå från Skellefteå skulle startas, skulle den i nuläget (via Stambanan) gå ungefär 5 minuter snabbare än en bussresa via E4. Lokaltåg infördes senare på sträckan Vännäs–Umeå.
Efter en utredning 2010 om en ny mötesstation längs banan föreslås en placering i Södra Grundfors två kilometer öster om Finnforsfallet. Utredningen för den slutliga utformningen har inte påbörjats.
Det planerades för att nattågstrafik skulle startas under april 2022 till och från Skellefteå., men det blev inte av då en ombyggnadskostnad på 40 miljoner skulle krävas.
En ny järnväg planeras mellan Umeå och Luleå via Skellefteå, Norrbotniabanan. Vid en etappvis utbyggnad ökar trafiken på Skelleftebanan när första etappen till Skellefteå av Norrbotniabanan öppnas för trafik. 